# قرية الشيخ صباح الأحمد التراثية
قرية الشيخ صباح الأحمد التراثية (شعارها: مهرجان الموروث الشعبي الخليجي التراثي)، قرية تراثية خليجية مقامة في منطقة السالمي في دولة الكويت
. تم افتتاح القرية في 19 ديسمبر 2015. تعنى القرية بموروث الكويت الشعبي والتراث الشعبي لدول مجلس التعاون الخليجي. أقيمت بناء على توجّهات ورعاية أمير الكويت الشيخ صباح الاحمد الجابر الصباح في دعم وتعزيز التراث الوطني الشعبي في الخليج العربي وحفظ وصيانة الآثار في الكويت بشكل خاص وفي دول مجلس التعاون الخليجي بصفة عامة.

## عن القرية
تبلغ مساحة القرية 25 كيلو مترا، مقسّمة على ستة أجنحة تجمع تراث دول مجلس التعاون الخليجي. والأجنحة موزعة على نحو يكون لكل دولة من الدول الست جناحها الخاص، وهو بمثابة متحف خاص بها تعرض فيه فنونها وأعمالها التراثية التي تبرز ما تتمتّع به كل دولة من موروث شعبي.

## فعاليات وأقسام القرية
إضافة إلى المرافق الخدمية والخدمات التي تهدف إلى أن يستمتع الزوار بفعاليت القرية، فإنّها تضم:
- قاعة للاحتفالات والمناسبات
- بحيرة بمساحة 11 ألف متر مربع
- سوقًا يحاكي أسواق الكويت القديمة
- قصور وبوابات تراثية
- مطاعم ومقاه شعبية
- ملاعب رياضية
- مخيمات عائلية واستراحات مجانية
- تلال رملية
- حدائق نباتية
- حدائق ألعاب وملاعب للأطفال
- مسجد